# Friends with Enemies
Friends with Enemies è un singolo del gruppo musicale australiano Atlas Genius, il terzo estratto dal loro secondo album in studio Inanimate Objects, pubblicato il 31 luglio 2015.

## La canzone
Il brano è uno dei singoli più sperimentali e oscuri degli Atlas Genius, e si distacca lievemente dalle classiche sonorità rock della band. Il testo, introspettivo e contemplativo, secondo il cantante Keith Jeffery parla "della disperazione trovata col senno di poi".

## Tracce
Testi e musiche di Keith Jeffery, Michael Jeffery e Frederik Thaae.
1. Friends with Enemies – 3:47

## Formazione
Atlas Genius
- Keith Jeffery – voce, chitarra, basso, percussioni, tastiera, programmazione
- Michael Jeffery – batteria, percussioni, cori

Altri musicisti
- Frederik Thaae – chitarra, basso, percussioni, tastiera, drum machine, cori
- David Larson – tastiera
- Alan Wilkis – programmazione, cori
- Elyse Rogers – cori
- Carrie Keagan – cori
- Jonny Kaps – cori